# Santa Maria del Carmine (Nápoly)
A Santa Maria del Carmine bazilika Nápolyban a Piazza del Mercato keleti oldalán.

## Története
A Piazza del Mercato egykoron a város lüktető központja volt, de az 1900-as évek városmegújítási építkezései során háttérbe szorult. A templomot a 12. században a Szentföldről elűzött karmeliták alapították, egyes történészek viszont a 8. századra teszik alapításának időpontját. A templomot ma is használják, 75 m magas tornya távolról is látható, annak ellenére, hogy magas, modern épületek övezik.
A templom előtti téren végezték ki 1268-ban I. Anjou Károly parancsára Konradint, az utolsó Hohenstauffent, aki igényt tartott a nápolyi trónra. Ekkortól számítják az Anjouk uralkodásának kezdetét Nápolyban. 1647-ben véres összecsapások színtere volt a Masaniello-felkelés során, amikor is a felkelők a királypárti katonákkal csaptak össze. 1799-ben a Nápolyi Köztársaság vezetőit a téren végezték ki. A második világháborúban súlyos bombatámadások érték a környéket, amelynek nyomai máig láthatóak. A templomhoz tartozó kolostor ma hajléktalanok menhelyeként szolgál.

## Leírása
A templomban két híres ereklyét őriznek: a Barna Madonna festményét, amelyet állítólag a karmeliták hoztak és egy feszület, amelyről hiányzik a töviskorona. Úgy tartják egy bombatámadás során 1439-ben elmozdult Krisztus feje és ekkor esett le a töviskorona.